# AB Felix
AB Felix ist ein ehemaliges schwedisches Unternehmen aus Eslöv (AB = aktiebolag = „Aktiengesellschaft“).
1868 wurde in Znaim (heute Tschechien) das Unternehmen Löw & Felix gegründet und eine erste Konservenfabrik für eingelegte Gurken gebaut. Die Unternehmung florierte und Gurken aus Znaim wurden nach ganz Europa exportiert. 1939 musste der Nachkomme Herbert Felix nach Schweden auswandern und baute dort die AB Felix auf. Wieder waren eingelegte Gurken der Startpunkt, aber das Sortiment wurde rasch deutlich erweitert. Als sich 1955 die Alliierten aus Österreich zurückzogen, ermutigte Bruno Kreisky seinen Cousin Herbert Felix, in Österreich zu investieren und 1959 wurde dann  das Unternehmen Felix Austria in Mattersburg im Burgenland gegründet; Haupterzeugnisse waren Fleisch- und Gemüsekonserven, sowie Ketchup. 
Die Marke Felix wird heute von der Procordia-Gruppe weitergeführt.